# Мідвей-Сансет
Мі́двей-Са́нсет (англ. Midway-Sunset) — унікальне нафтове родовище в окрузі Керн, штат Каліфорнія, США. Початкові промислові запаси понад 300 млн тон нафти.
Родовище було відкрито 1894 року. До кінця 2006 року було вироблено близько 3 мільярдів барелів (480 млн м³) нафти. Наприкінці 2008 року запаси родовища оцінювалися в 532 млн барелів (84,6 млн м³), 18% від загальних запасів Каліфорнії.